# Noord-Nederlands Trein & Tram Museum
Het Noord-Nederlands Trein & Tram Museum is een museum gevestigd in het voormalige stationsgebouw van Zuidbroek.

## Geschiedenis van het museum
De stichting NNTTM verwierf in 2002 het stationsgebouw Zuidbroek. Het doel van de aanschaf was het station zoveel mogelijk in oorspronkelijke staat (1868) terug te brengen, inclusief de in 1958 afgebroken zijvleugels en bovenverdieping.
Het ontwerp van het stationsgebouw uit 1865 is van het type "Hoogezand" van de standaardstations van de Staatsspoorwegen. Zuidbroek is het enige nog overgebleven gebouw van dit type. Het gebouw is twee keer verbouwd. De eerste keer was ca. 1910. Bij de tweede verbouwing, in 1958, is het gebouw drastisch verkleind: de beide zijvleugels en de bovenverdieping werden afgebroken. Tussen 2008 en 2011 werden deze delen herbouwd.
Na de buitengebruikstelling door de Nederlandse Spoorwegen werd in augustus 2002 begonnen met het opknappen van het stationsgebouw, waarbij het dak als eerste onder handen werd genomen.
Het Noord-Nederlands Trein & Tram Museum werd door Wilma Mansveld (toenmalig staatssecretaris van Infrastructuur en Milieu) op 10 oktober 2014 geopend. Rowin Penning (initiatiefnemer en secretaris) werd als dank voor zijn jarenlange inzet voor het museum onderscheiden als Lid in de Orde van Oranje Nassau. Voor deze gelegenheid werden staatssecretaris Wilma Mansveld, de NS-directie, Rowin Penning, zijn vrouw en andere genodigden door de historische NS Directietrein De Kameel naar Zuidbroek gebracht.